# 索拉 (王國之心)
索拉（日語：ソラ，英語：Sora）是史克威尔艾尼克斯的暢銷電子遊戲王國之心系列中的虛構角色、主角。索拉最初設計是來自王國之心系列的導演和角色設計師野村哲也，曾在製作發行商迪士尼互動工作室與史克威尔艾尼克斯（原史克威尔）之間的討論中，商討其是否該作為主要角色。最後，他們認為，原創的角色較為符合其需求。因此，野村畫出了許多索拉的草圖，以供迪士尼作為參考依據。根據官方表示，他的設計，是來自於他所喜歡的卡通人物，並且強調，雖然他(索拉)僅是一個普通的男孩，但其重要性可是佔比不小。在王國之心系列中，聲優由入野自由（日本）和哈利·喬·奧斯蒙（北美）擔任。後期在《夢中降生》時，則由吉永拓人(日本)以及Luke Manriquez(北美)分別擔任其在兒童時期的聲優。
索拉的人設，是對於本系列的角色中，最受好評的關鍵。他在該系列的成長歷程與冒險故事也獲得了一致好評(參照王國之心2)。此外，現在各種電子遊戲的角色人氣投票中看見他的身影。

## 人物
《王國之心I》、《COM》、《II》、《編碼》、《3D》、《王國之心3》的主角。王國之心I時為14歲，於2002年推出的第一作，索拉是從命運小島出生的個開朗少年，和里克、凱莉是好友。當他們打算去旅行，看看其他的世界時，他們被稱為無心者的生物分開。與他們戰鬥，索拉獲得一個武器，名為「鑰刀」(英語：keyblade)。唐老鴨和高飛再招他在他們在不同的世界的旅行，幫助國王米奇讓索拉尋找他的朋友。在此期間，他們三人保護世界不被各種各樣的反派侵擾。索拉得到了從系列的其他遊戲出場，並在遊戲改編的漫畫和輕小說中被重提。特徵為褐色刺蝟般的頭髮，藍色眼睛的活潑少年，衣裝會隨著登場作品而改變，在《夢中降生》中有出現年幼時的索拉和里克。至今年齡為15歲。
在日文，是「空」的發音，意義為「天空」。

## 登場
最後他在1代打敗安森並關上了王國之心大門，為世界換得了和平。
關上王國之心大門後，索拉為了尋找國王與里克而繼續上路，後來受黑衣人引導，走到忘卻之城，在忘卻之城遭到多位自稱XIII機關成員的阻礙，而且因娜米妮導致記憶混亂，因此在COM的結局裡，他為了恢復原來記憶而沉睡。
王國之心II因洛克薩斯（Roxas）回歸索拉，令記憶修改完成，索拉甦醒，索拉、唐老鴨與高飛從沉眠中醒後發現自己在黃昏鎮，在探索街道之際遇見了國王陛下。國王陛下叫他們先乘坐火車離開，於是他們只好依照國王陛下的命令乘坐火車，好不容易去到不思議之塔。在那裡索拉與國王陛下的老師伊恩·西德（Yen Sid）見面，伊恩·西德告知他們世界起了轉變，有一班自稱XIII機關的人帶領被稱為無形者（Nobody）的怪物在暗中活動（XIII機關的人是能維持人型的無形者）。為了拯救各個世界，伊恩·西德給索拉新的力量，並命令藍天、翡翠以及花拉三位仙子替索拉換新的裝備，再次在各個世界冒險。在II的結局與里克打敗XIII機關首領—傑姆那斯（Xemnas），最後進入黑暗世界，找到凱莉的瓶中信，打開光之扉，與里克回到命運小島。
在II的故事結束後，吉米尼回到迪士尼城堡後整理他的旅程記錄，發現旅程記錄中有一段不是他寫下的訊息「我們不得不解除他們的痛苦」，為了調查這段訊息，國王陛下將旅程數字化，加入虛擬的索拉。
在編碼結局中，米奇寫了一封信，告知索拉旅程尚未完結。
在3D劇情中，米奇的老師大魔法使伊恩西德為索拉和里克準備了能讓他們成為鑰刀大師的考验，讓他們進入沉睡中的世界，解放沉睡的世界。
在III故事當中，得知瓦尼塔斯外貌與其相同，即索拉的外觀及菲恩圖斯心中的黑暗分離後所形成。在結局中，為了找回凱莉的心，便踏上禁忌的道路湊齊四散的心，成功救回凱莉，但也消失在世界當中。

## 相關角色

### 洛克薩斯
洛克薩斯（Roxas）《王國之心358/2 DAYS》的主角，是索拉的無形者，由於王國之心I中，索拉把自己的心解放，因此在黃昏鎮產生出洛克薩斯，但索拉很快就取回自己的心，變回人的形態，所以他沒相應的無心者，而洛克薩斯也繼承了鑰刀的能力，曾加入XIII機關，後為尋找身世和找回希恩（Xion），背叛機關，後被迪茲（DiZ）指引的里克打败，然后被迪茲消除記憶後放在模擬的黄昏镇（使洛克薩斯憶起索拉的記憶），最終讓他們二人融合，索拉在2代蘇醒。最後在2代FM在心像世界決鬥時被索拉打敗。洛克薩斯（Roxas）是由Sora四字重組再在中間加上X字。

### 菲恩圖斯
菲恩圖斯（Ventus），簡稱菲恩（Ven），夢中降生的其中一位主角，在夢中降生中於命運小島遇上剛出生的索拉，由於菲恩的心崩壞，索拉主動為菲恩補完心。菲恩的心於夢中降生結局回到索拉身上暫居，並隨著心的解放移至洛克薩斯身上，因而兩人有著相同的外貌。

### 瓦尼塔斯
瓦尼塔斯（Vanitas）是菲恩圖斯心中黑暗面分裂出來的蒙面人。實際長相和索拉相同（髮色、瞳孔顏色不同）。索拉為棕髮藍眼，而瓦尼塔斯則為黑髮金瞳。在王國之心3中，與菲恩圖斯和索拉以「兄弟」自稱。

### 附帶資料
- Shadow Sora，詳見：王國之心之中，彼得潘與虎克船長的世界中，里克（Riku）對索拉使用的魔法[4]
- AntiSora[5]
- 索拉的無心者（Sora's Heartless）[6]，在王國之心之中，索拉曾為了釋放被封印在索拉身體內的「公主之心」而親自以自己的鍵刃解放自己的心。索拉的無心者就是當是所分裂出來，真正屬於索拉的心。
- 洛克薩斯（Roxas），詳見：王國之心 358/2天的OP[7]

## 變身
| 地點         | 世界(出處)     | 變身        | 簡介                                         |
| ------------ | -------------- | ----------- | -------------------------------------------- |
| 亞特蘭提卡   | 小美人魚       | 人魚        | 上半身赤裸，下半身則具有魚的尾巴             |
| 萬聖節鬼鎮   | 聖誕夜驚魂     | 吸血鬼+惡魔 | 特徵是有明顯的黑眼圈                         |
| 永恆之河     | 汽船威利号     | 黑白色      | 眼睛變得像汽船威利號中的米奇                 |
| 榮耀大地     | 狮子王         | 幼獅        | 用口咬著鑰刀攻擊                             |
| 妄想空間     | 電子世界爭霸戰 | 電子裝束    | 裝束如電子世界爭霸戰中的人                   |
| 怪獸電力公司 | 怪獸電力公司   | 怪獸        | 全身化為如貓咪般軟毛的怪獸                   |
| 玩具箱       | 玩具總動員     | 玩具        | 身體四肢與關節有著螺絲連結，外貌並無太大變化 |

## 登場作品
- 王國之心 (FINAL MIX)
- 王國之心 記憶之鍊
- 王國之心II (FINAL MIX+)
- 王國之心 358/2天
- 王國之心 coded
- 王國之心Ⅲ
- 王國之心 夢中降生(幼年)
- 王國之心 夢降深處

### 跨界作品
- 任天堂明星大亂鬥 特別版

2021年10月，索拉作为《任天堂明星大乱斗 特别版》最后一位斗士角色被公布，瞬间收获大量好评。据樱井方面的说法，制作组多年前曾进行过玩家最期待出现的游戏角色投票，但该投票结果一直未曾公开，而索拉极有可能是该投票中获取最高人气的角色。

## 外部連結
- 互联网电影数据库上Sora的资料
- Sora's Biography at IGN